# Мадан (город, Болгария)
Мадан (болг. Мадан) — город в Болгарии. Находится в Смолянской области, административный центр общины Мадан. Население города составляет 5977 человек (2022).

## Политическая ситуация
Кмет (мэр) общины Мадан — Фахри Адемов Молайсенов. Его предшественник Атанас Александров Иванов (Болгарская социалистическая партия (БСП)) по результатам выборов в правление общины.